# Carla Ruocco

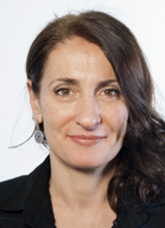
Carla Ruocco em 2018

Carla Ruocco (nascida em 28 de julho de 1973) é uma política italiana que é parlamentar do Movimento Cinco Estrelas desde 2013.